# 下三台水库
下三台水库是中国吉林省四平市境内的一座水库，位于条子河上，建于1985年。水库正常库容为1575万立方米，集雨面积为63平方千米，海拔为213.6米。